# Estadi Mario Alberto Kempes
L'Estadi Mario Alberto Kempes, anteriorment conegut com Estadi Olímpic de Córdoba i popularment com Estadi Chateau Carreras, és un estadi de futbol i atletisme de la ciutat de Córdoba, a l'Argentina. Hi juga com a local el club Talleres i de forma puntual Belgrano, Instituto i Racing. Té una capacitat per a 57.000 espectadors.
Va ser inaugurat l'any 1978 i va ser seu de la Copa del Món de Futbol de 1978.
L'any 2010 se li posa el nom del futbolista local Mario Alberto Kempes.